# Villabon
Villabon – miejscowość i gmina we Francji, w Regionie Centralnym, w departamencie Cher.
Według danych na rok 1990 gminę zamieszkiwało 521 osób, a gęstość zaludnienia wynosiła 29 osób/km² (wśród 1842 gmin Regionu Centralnego Villabon plasuje się na 667. miejscu pod względem liczby ludności, natomiast pod względem powierzchni na miejscu 747.).